# Lac Sparks
Le lac Sparks est un lac situé dans la chaîne des Cascades, dans le comté de Deschutes, dans l'État de l'Oregon, dans le Nord-Ouest des États-Unis. Il est situé à 42 km à l'ouest de la ville de Bend, le long de la Cascade Lakes Scenic Byway (en) dans la forêt nationale de Deschutes.
Il tient son nom d'un propriétaire de ranch du XIXe siècle, Lige Sparks. Il est le vestige d'un ancien lac plus grand qui a été partiellement comblé par des sédiments et la végétation.
De nombreux volcans sont visibles depuis le lac, tels le Mont Bachelor, les Three Sisters et le Broken Top.

Carte topographique de la région des Three Sisters (centre gauche) avec le lac Sparks au sud.

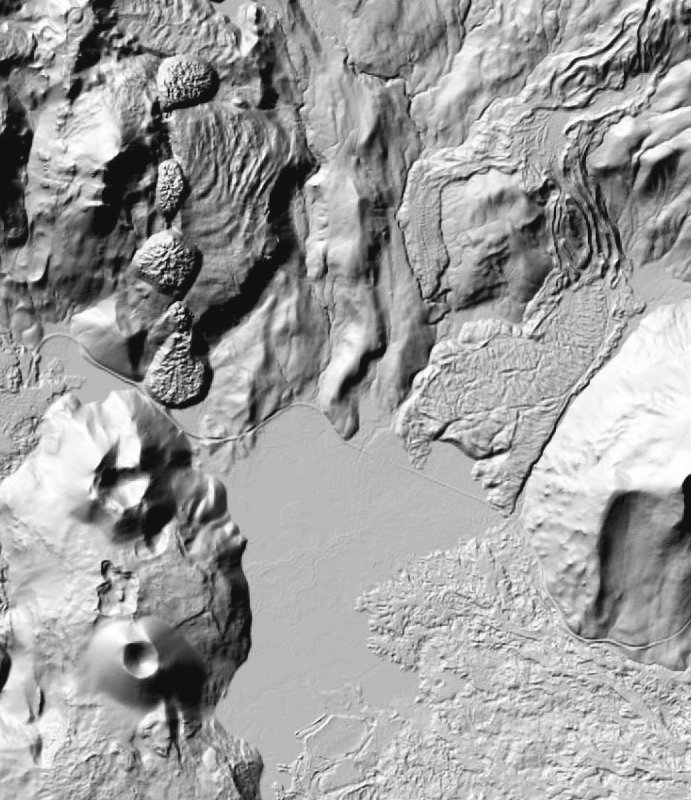
Image du relief autour du lac.

## Loisirs
Le service des forêts des États-Unis entretient une rampe de mise à l'eau pour les bateaux. Le site dispose d'un parking, d'un sentier autour du lac et de camping placés dans des endroits accessibles par bateau. Un terrain de camping plus formel géré par le Service des forêts est à proximité le long de Soda Creek.
Sparks Lake abrite des populations d'omble de fontaine et de truite fardée. La pêche à la mouche est la seule forme de pêche à la ligne autorisée sur le lac. Les bateaux à moteur peuvent être utilisés pour le transport, mais la pêche est autorisée seulement quand leurs moteurs sont éteints.

## Source
- (en) Cet article est partiellement ou en totalité issu de l’article de Wikipédia en anglais intitulé « Sparks Lake » (voir la liste des auteurs).